# Louis Neefs
Louis Neefs (Gierle, perto de Antuérpia, 8 de agosto de 1937 – Lier, 25 de dezembro de 1980) foi um cantor belga.

## Biografia
Teve vários êxitos com canções cantadas em neerlandês  e foi também apresentador na rádio e televisão  da Bélgica e dos Países Baixos. Participou por duas vezes pelo seu país no Festival Eurovisão da Canção. No Festival Eurovisão da Canção 1967 realizado em Viena de Áustria  interpretou o tema "Ik heb zorgen", dois anos depois em 1969 com a canção  "Jennifer Jennings". Terminou nos dois festivais em sétimo lugar.
Louis Neefs morreu juntamente com a sua mulher Liliane, num acidente rodoviário em Lier, na Bélgica, às primeiras horas do dia de Natal de 1980.